# ثعلب طيار
الثعلب الطائر أو الثعلب الطيّار أو خفاش الفاكهة أو خفّاش الثمار العملاق أو الشُقَّاحَة نوع من الخفافيش المنتمية لجنس الخفاشيّات الثمريّة (باللاتينية: Pteropus) ورُتيبة الخفاشيات الكبار الثّمريّة (باللاتينية: Megachiroptera)، والتي تُعدّ أكبر أنواع الخفافيش في العالم. تعرف جميع هذه الأنواع باسم خفافيش الثمار أو الفاكهة، والثعالب الطيّارة، بالإضافة لأسماء عديدة أخرى تُطلق عليها محليّا في الدول التي تقطنها. تستوطن هذه الحيوانات المناطق الاستوائية وشبه الاستوائية في آسيا (بما فيها شبه القارة الهندية)، أستراليا، أوقيانوسيا، الجزر الواقعة قبالة شرق إفريقيا (لكنها لاتصل البرّ الرئيسي)، وبعض الجزر النائية في المحيطين الهندي والهادئ.
إن أقدم المستحثات لأسلاف الخفاشيّات الثمريّة تظهر بأنها كانت على نفس شكل تلك المتحدرة منها اليوم، والفرق الوحيد الظاهر بينها يتعلّق بالتأقلمات التي طوّرتها للطيران حيث أن تلك الأسلاف كان لها على سبيل المثال ذيل كي يساعدها على التوازن والثبات عند الجثم. يبلغ عمر أقدم مستحاثة لخفّاش ثمريّ كبير حوالي 35 مليون سنة، لكن الفجوة في سجلّ الأحافير السابق ذكرها تجعل نسبها الأساسي غير معروف.
تقتات جميع أنواع الثعالب الطائرة على الرحيق، الأزهار، غبار الطلع، و الفاكهة بشكل حصريّ، مما يفسّر سبب اقتصارها في الوجود على المناطق المدارية والاستوائية. تنعدم لدى هذه الخفافيش المقدرة على تحديد المواقع بواسطة الصوت، وهي سمة تخوّل رُتيبة الخفافيش الأخرى، الخفاشيّات الصغار الحشريّة، من تحديد موقع فريستها كالحشرات والإمساك بها في الجو . وعوضا عن ذلك، فإن حاستيّ الشم و الروئية متطورتين جدّا عند الثعالب الطيّارة. قد يصل مدى بحث هذه الحيوانات عن طعامها إلى قرابة الأربعين ميلا، وعندما يعثر الفرد منها على مصدر للطعام فإنه يهبط بين النبات بإسلوب ينقصه الرشاقة ويمسك به، وقد يحاول أيضا الإمساك بغصن بقائمتيه الخلفيتين ومن ثم التأرجح رأسا على عقب - ما إن يتعلّق ويتدلّى، ومن ثمّ يجذب طعامه إليه باستخدام إحدى قائمتيه أو مخالب إبهاميه الواقعين على أطرف أجنحته.
يُعتقد أن الثعالب الطيّارة هي محلّ للبعض على الأقل من المشاهدات العينيّة في بابوا غينيا الجديدة والتي تفيد بوجود صوريات مجنحة على قيد الحياة في تلك المنطقة، إلا أن هذا الافتراض يناقضه ما يفيد به بعض الشهود بأن المخلوق الذي شاهدوه (و الذي يُسمّى محليّا "الروپن") كان يقتات على الأسماك، وهذا ما لا تقدم خفافيش الثمار على فعله.

## حالة الحفظ والوصف

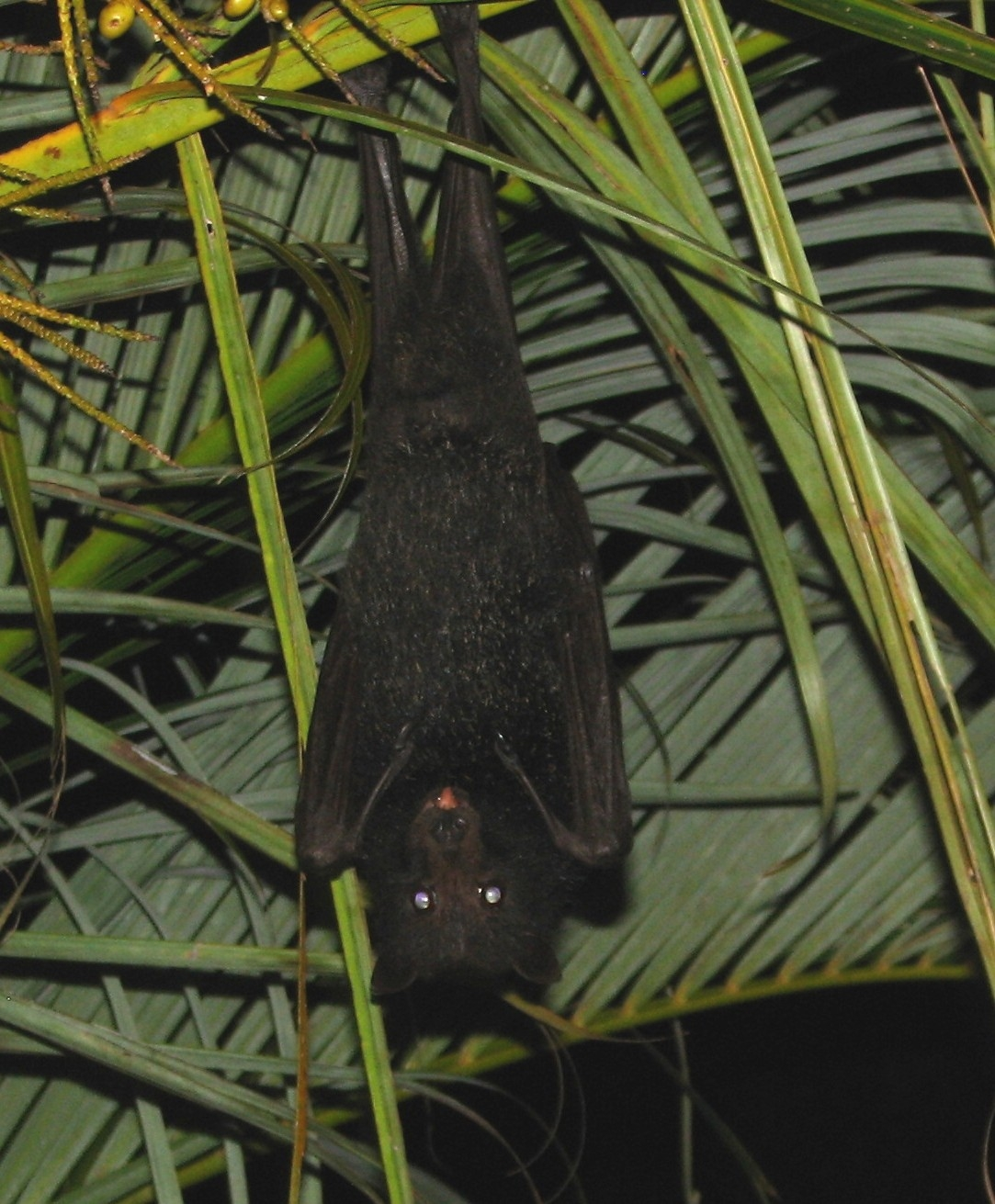
الثعلب أبو نظّارة الطيّار، أحد أبرز الأنواع المهددة من خفافيش الفاكهة

### حالة الحفظ
إن الكثير من أنواع الثعلب الطيّار مهددة بالانقراض اليوم، حتى أن بعض الأنواع القاطنة لجزر المحيط الهادئ انقرضت فعليّا نتيجةً للحصاد المكثّف للمحاصيل والثمار التي تعتمد عليها هذه الحيوانات للبقاء. وفي غانا وجزر الماريانا، يُعد لحم الثعلب الطيّار من الأطباق الفاخرة مما أدّى إلى نشوء تجارة كبيرة به. وُضعت جميع أنواع خفافيش الثمار عام 1989 في المرتبة الثانية (معرضة للانقراض بدرجة متدنية) وفق الإتفاقية الدولية لحظر الإتجار بالأنواع المهددة (CITES)، ووُضعت سبعة منها على الأقل في المرتبة الأولى (مهددة بالانقراض بدرجة متوسطة)، والبعض من الأنواع أو سلالاتها يعتبر مهددا بأقصى درجة من الخطر كما هي حالة إحدى سلالات خفاش الثمار الصغير P. h. maris القاطنة لجزر المالديف، حيث كان لانتشارها المحدود بالإضافة لعمليّات التحطيب أثر مدمّر عليها. تستمرّ اليوم عمليّة التجارة بهذه الخفافيش إما بشكل غير قانوني أو لعدم وجود قيود كافية عليها، وقد يقوم المزارعون المحليّون في العديد من الدول بتسميم وقتل هذه الحيوانات بسبب عاداتها في التغذّي على مزروعاتهم، وفي بعض الحضارات يقوم البشر بقتل الثعالب الطيّارة اعتقادا منهم أن لحمها يشفي من الربو. تشمل مفترسات الثعالب الطيّارة، بالإضافة للإنسان، الجوارح والأفاعي وبعض الثدييات المفترسة.
يتعرّض البعض من أنواع الثعالب الطيّارة لمخاطر مختلفة عن تلك التي تتعرض لها الأنواع الأخرى، كما هي الحال بالنسبة للثعلب أبو نظارة الطيار الإسترالي الموطن، والذي يُعد مهددا من قبل قرادة الشلل التي تنقل سموما تسبب الشلل.

### الخصائص الجسديّة

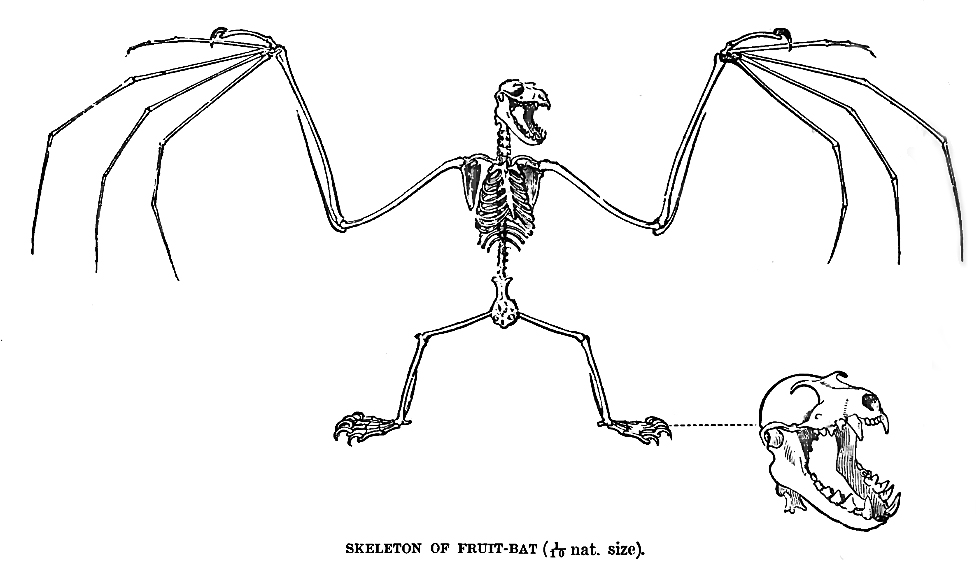
الهيكل العظمي لخفّاش الثمار

يُعدّ الثعلب الطيّار المالاوي (P. vampyrus) أكبر أنواع الخفافيش الثمريّة بلا منازع، حيث يصل باع جناحيه إلى قرابة 2.1 متر (7 أقدام) إلا أنه لا يزن أكثر من 1.5 كيلوغرام (3.3 أرطال). ويصل البعض الآخر من الأنواع إلى أحجام كبيرة أيضا، من شاكلة الثعلب الطيّار الهندي (P. giganteus) الذي يصل باع جناحيه إلى 1.2 متر (4 أقدام). هذه الحيوانات عديمة الذيل، وإهابها طويل حريريّ الملمس ذو فراء سفليّ كثيف. وكما يوحي اسمها، فإن رأسها يبدو وكأنه رأس ثعلب صغير بسبب آذانها الصغيرة و عينيها الكبيرة. تمتلك إناث خفافيش الثمار زوج واحد من الغدد الثديّية على منطقة الصدر. الآذان بسيطة الشكل، فهي طويلة ومستدقّة وتشكّل حلقة كاملة على حافتها (وهي سمة مميزة للخفّاشيات الثمريّة الكبار)، كما وتمتلك مخالب حادّة مقوّسة على أصابع قوائمها.

## الأنواع
للثعالب الطيارة 65 نوعا، علامة † تفيد بأن هذا النوع منقرض:

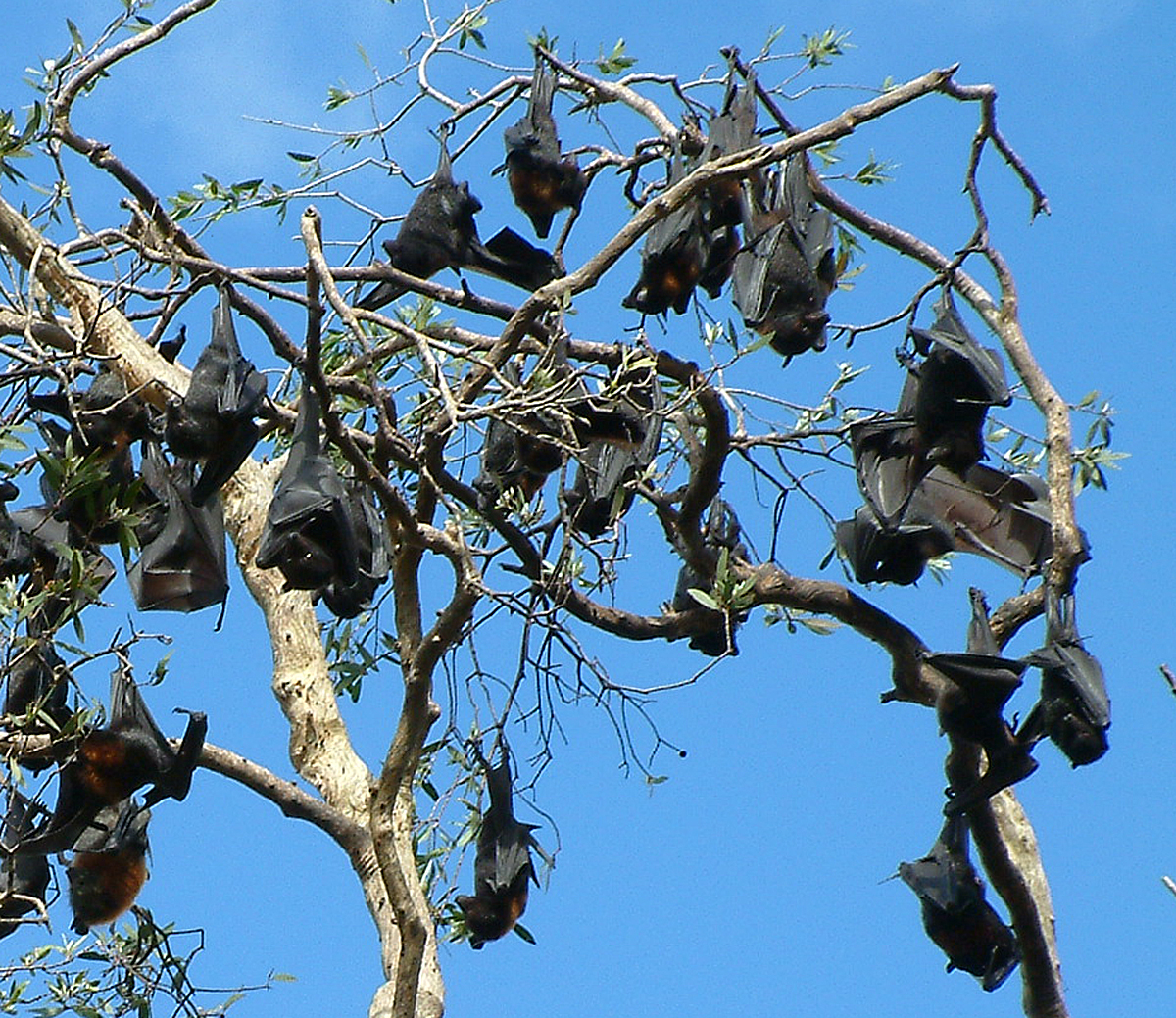
مجموعة من الثعالب الطيّارة السوداء

- الثعلب الطيّار الأميرالي (Pteropus admiralitatum)
- ثعلب شعيب الدبرا الطيار (Pteropus aldabrensis)
- الثعلب الطيّار الأسود (Pteropus alecto)
- ثعلب فانواتو الطيار (Pteropus anetianus)
- ثعلب الآرو الطيار (Pteropus aruensis)

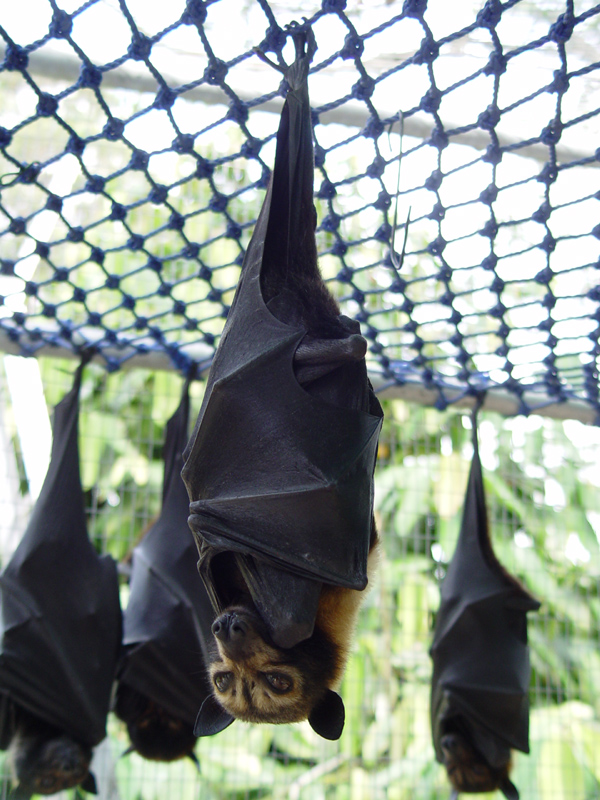
الثعلب أبو نظّارة الطيّار

- ثعلب جزيرة الموا الطيار (Pteropus banakrisi)
- الثعلب الطيّار الداكن (Pteropus brunneus) †
- الثعلب الطيّار الشاحب الرأس (Pteropus caniceps)
- ثعلب البسمارك المقنع الطيار (Pteropus capistratus)
- الثعلب الطيّار المولوقي (Pteropus chrysoproctus)

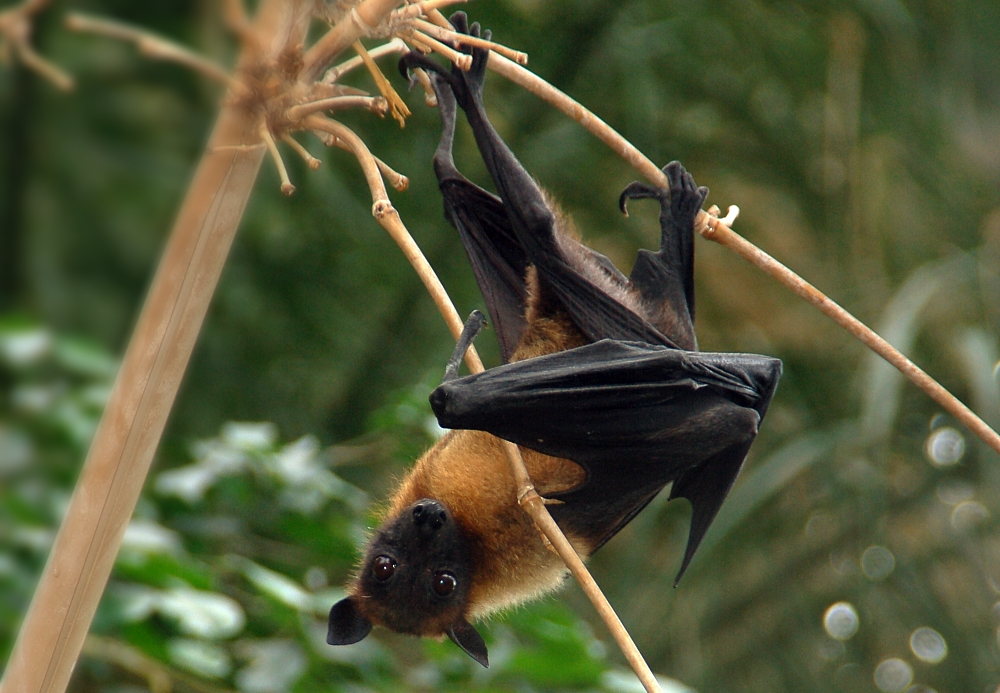
الثعلب الطيّار الهندي

- ثعلب ماكيرا الطيار (Pteropus cognatus)
- الثعلب أبو نظّارة الطيّار (Pteropus conspicillatus)
- ثعلب ريوكيو الطيار (Pteropus dasymallus)
- ثعلب نيكوبار الطيار (Pteropus faunulus)
- ثعلب بانكس الطيار (Pteropus fundatus)

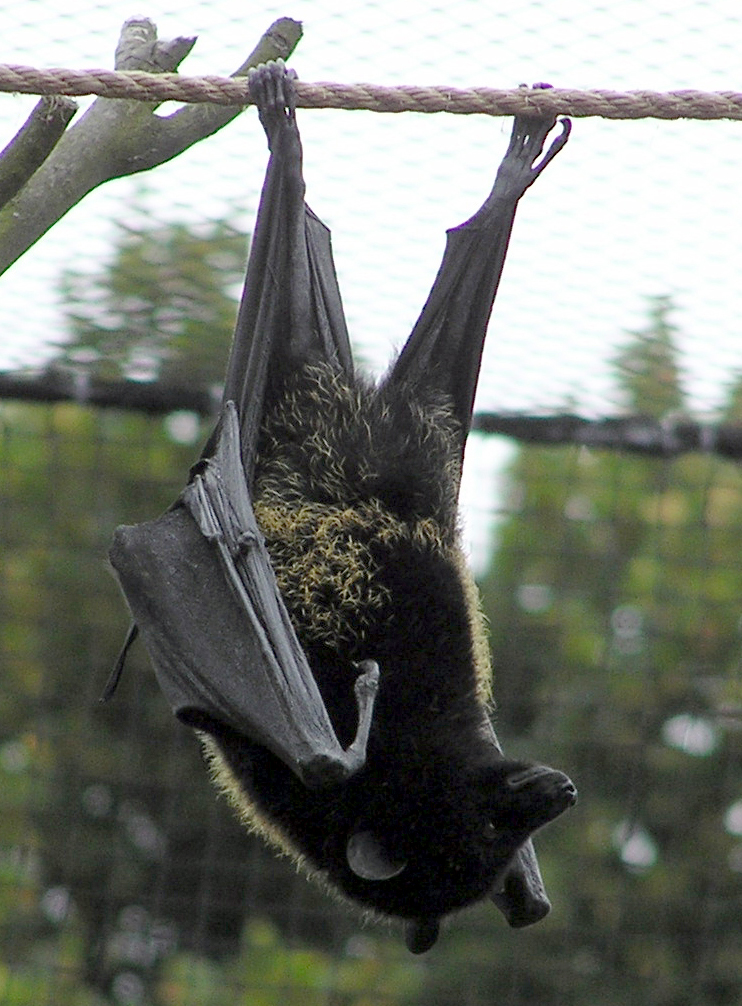
ثعلب ليفنغستون الطيّار

- الثعلب الطيّار الهندي (Pteropus giganteus)
- ثعلب غيليارد الطيار (Pteropus gilliardorum)
- الثعلب الطيّار الرمادي (Pteropus griseus)
- ثعلب شعب جاوة الحلقي الطيار (Pteropus howensis)
- الثعلب الطيّار الصغير (Pteropus hypomelanus)

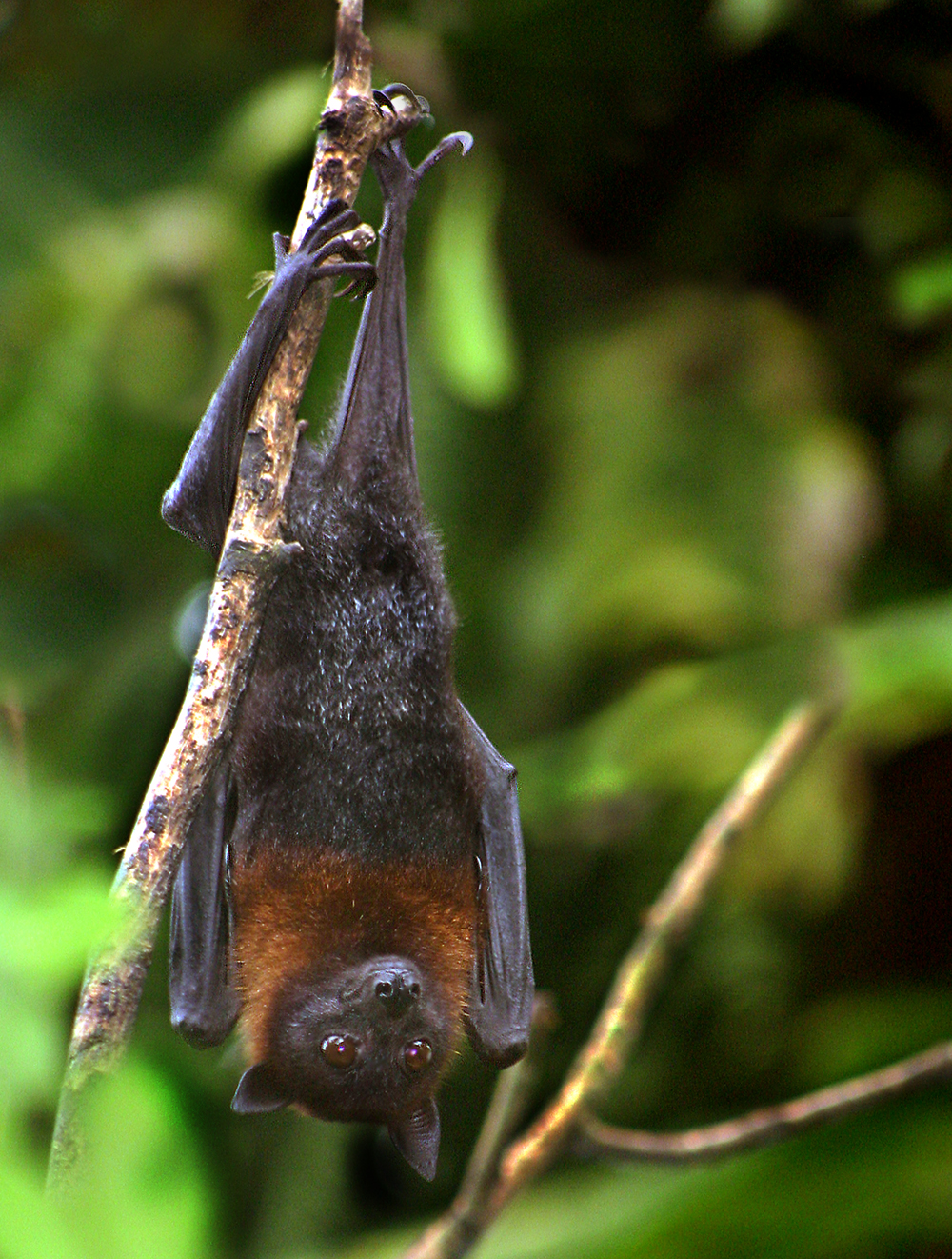
ثعلب لايلي الطيّار

- ثعلب الشووك الطيار (Pteropus insularis)
- ثعلب أندرسن الطيار (Pteropus intermedius)
- ثعلب الكاي الطيار (Pteropus keyensis)
- الثعلب الطيّار الأبيض الجناح (Pteropus leucopterus)
- ثعلب ليفنغستون الطيار (Pteropus livingstonii)

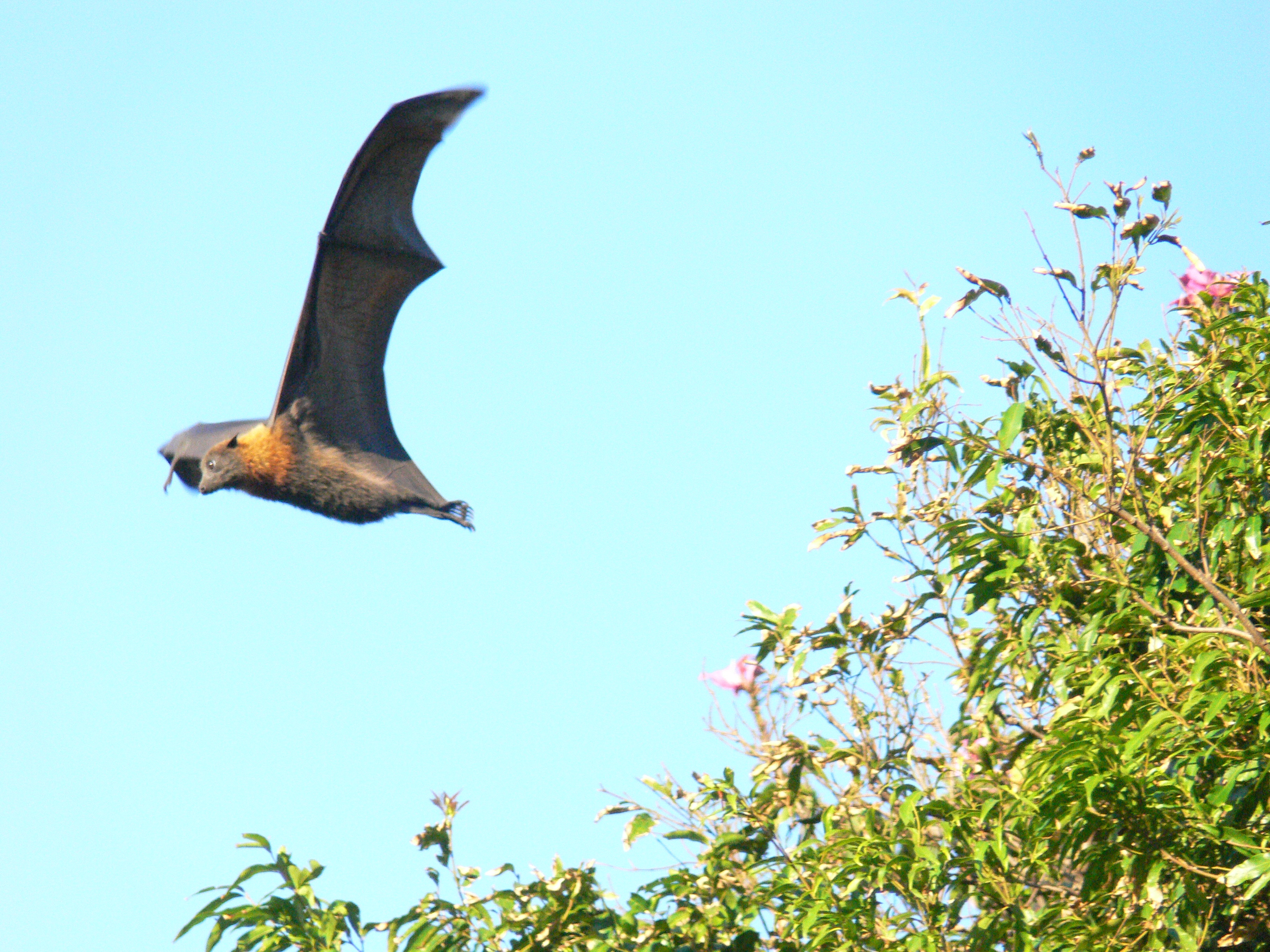
الثعلب الطيّار المالاوي

- ثعلب اللومبوك الطيار (Pteropus lombocensis)
- ثعلب أوكيناوا الطيار (Pteropus loochoensis)
- ثعلب لايلي الطيار (Pteropus lylei)
- الثعلب الطيّار الآذن (Pteropus macrotis)
- الثعلب الطيّار الأصغر (Pteropus mahaganus)

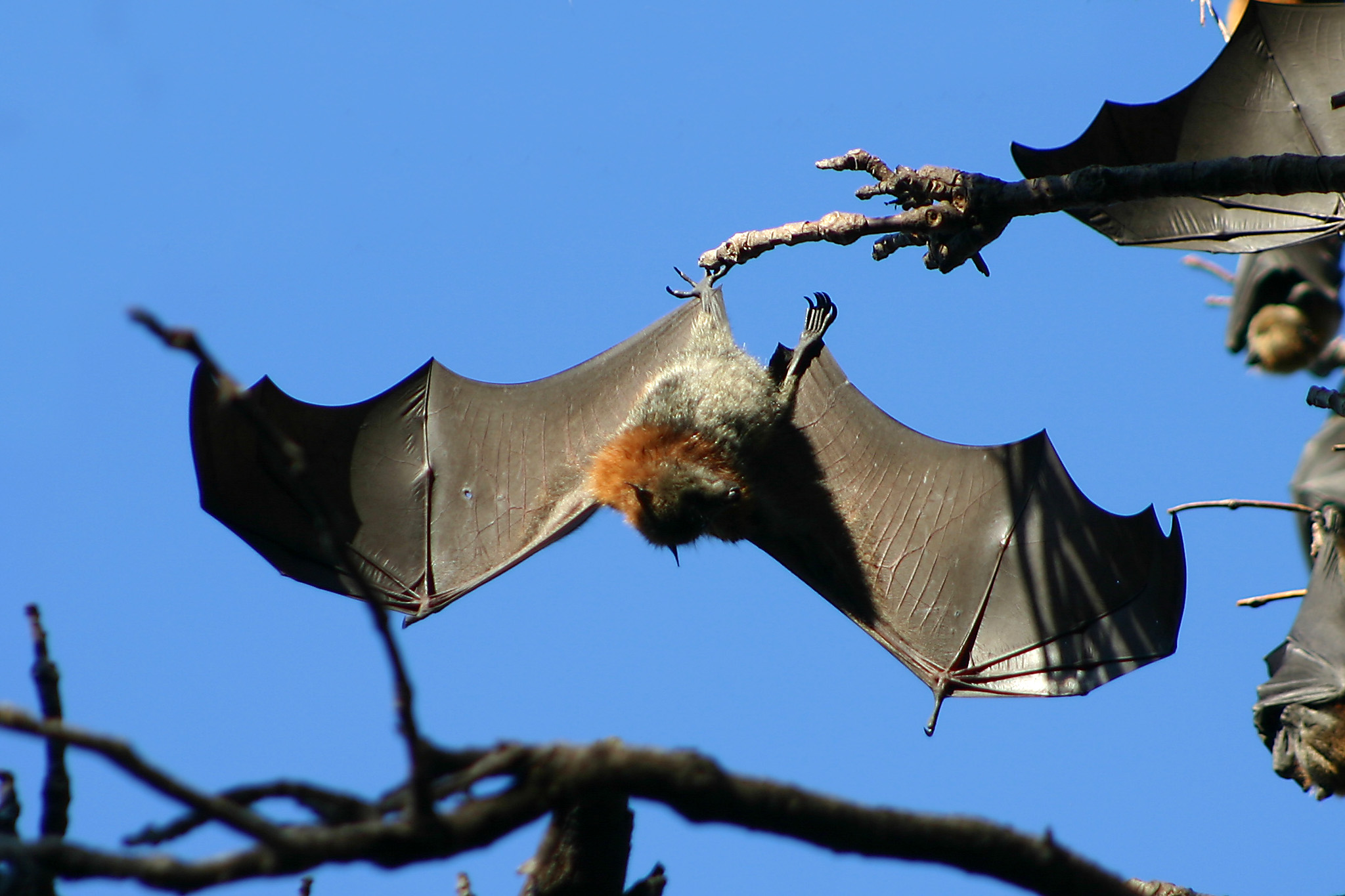
الثعلب الطيّار الرمادي الرأس

- ثعلب الماريانا الطيار (Pteropus mariannus)
- الثعلب الطيّار الأسود اللحية (Pteropus melanopogon)
- الثعلب الطيّار الأسود الأذنين (Pteropus melanotus)
- ثعلب الكارولين الطيار (Pteropus molossinus)
- ثعلب البسمارك الطيار (Pteropus neohibernicus)
- ثعلب الموريشيوس الطيار (Pteropus niger)
- ثعلب تيموتو الطيار (Pteropus nitendiensis)
- الثعلب الطيّار القشدي (Pteropus ocularis)
- الثعلب الطيّار المنمّق (Pteropus ornatus)
- الثعلب الطيّار البالاوي (Pteropus pelewensis)
- الثعلب الطيّار المقنّع (Pteropus personatus)
- ثعلب بالاو الطيار الكبير (Pteropus pilosus) †
- ثعلب خليج غيلفينك الطيار (Pteropus pohlei)
- الثعلب الطيّار الرمادي الرأس (Pteropus poliocephalus)
- ثعلب البونين الطيار (Pteropus pselaphon)
- الثعلب الطيّار الصغير الذهبي المعطف (Pteropus pumilus)
- ثعلب جزر سليمان الطيار (Pteropus rayneri)
- ثعلب رينل الطيار (Pteropus rennelli)
- ثعلب جزيرة رودريغس الطيار (Pteropus rodricensis)
- ثعلب مدغشقر الطيار (Pteropus rufus)
- ثعلب ساموا الطيّار (Pteropus samoensis)
- الثعلب الطيّار الأحمر الصغير (Pteropus scapulatus)
- ثعلب السيشل الطيار (Pteropus seychellensis)
- ثعلب الفلبين الطيار الرمادي (Pteropus speciosus)
- ثعلب الموريشوس الطيار الصغير (Pteropus subniger) †
- ثعلب تيمينك الطيار (Pteropus temminckii)
- ثعلب غوام الطيار (Pteropus tokudae) †
- الثعلب الطيّار الجزريّ (Pteropus tonganus)
- ثعلب الفانيكورو الطيار (Pteropus tuberculatus)
- ثعلب كوسراي الطيار (Pteropus ualanus)
- الثعلب الطيّار المالاوي (Pteropus vampyrus)
- ثعلب كاليدونيا الجديدة الطيار (Pteropus vetulus)
- ثعلب بيمبا الطيار (Pteropus voeltzkowi)
- الثعلب الطيّار القزم (Pteropus woodfordi)
- ثعلب ياب الطيار (Pteropus yapensis)